# Roulette de Wartenberg
Pour les articles homonymes, voir Wartenberg.

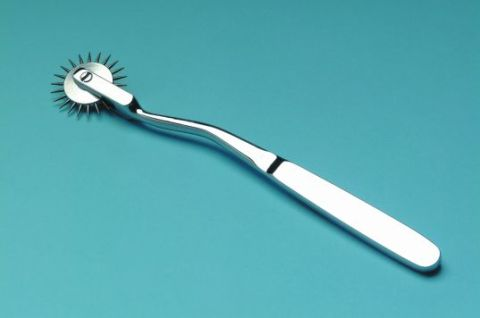
Roulette de Wartenberg.

La roulette de Wartenberg, également appelée roue de Wartenberg est un instrument médical utilisé en neurologie pour le diagnostic clinique de certains troubles de la sensibilité. Elle a été inventée par le neurologue Robert Wartenberg.
Elle est généralement fabriquée en acier inoxydable, munie d'une poignée mesurant approximativement 18 cm de longueur, solidaire d'une roulette elle-même constituée de petites pointes rayonnant autour d'un moyeu, que l'on peut faire passer sur la peau afin, par exemple, de déterminer rapidement les limites d'un déficit de perception des sensations douloureuses. Bien qu'il en existe aussi une version en matière plastique, cet instrument est peu utilisé en raison de problèmes d'hygiène.
La roulette de Wartenberg est également utilisée lors de séances BDSM, ou en guise de jouet sexuel à sensation.